# Český lev 1999
Český lev 1999 je 7. ročník výročních cen České filmové a televizní akademie Český lev.
| Cena                                     | Jméno                                        | Film                    |
| ---------------------------------------- | -------------------------------------------- | ----------------------- |
| Nejlepší film                            | —                                            | Návrat idiota           |
| Nejlepší režie                           | Saša Gedeon                                  | Návrat idiota           |
| Nejlepší hlavní ženský herecký výkon     | Tereza Brodská                               | Dvojrole                |
| Nejlepší vedlejší ženský herecký výkon   | Anna Geislerová                              | Návrat idiota           |
| Nejlepší hlavní mužský herecký výkon     | Jiří Kodet                                   | Pelíšky                 |
| Nejlepší vedlejší mužský herecký výkon   | Jiří Bartoška                                | Všichni moji blízcí     |
| Nejlepší scénář                          | Saša Gedeon                                  | Návrat idiota           |
| Nejlepší kamera                          | Jiří Macák, Jaroslav Brabec, Martin Čech     | Kuře melancholik        |
| Nejlepší hudba                           | Vladimír Godár                               | Návrat idiota           |
| Nejlepší střih                           | Alois Fišárek                                | Kanárek                 |
| Nejlepší zvuk                            | Radim Hladík ml., Ivo Špalj, Radek Rondevald | Eliška má ráda divočinu |
| Nejlepší výtvarný počin                  | Karel Vacek, Václav Vohlídal, Milan Čorba    | Kuře melancholik        |
| Dlouholetý umělecký přínos českému filmu | Miroslav Ondříček                            | —                       |
| Nejlepší zahraniční film                 | —                                            | Zamilovaný Shakespeare  |
| Divácky nejúspěšnější český film         | —                                            | Pelíšky                 |
| Plyšový lev                              | —                                            | Nebát se a nakrást      |
| Cena čtenářů časopisu Cinema             | —                                            | Pelíšky                 |
| Cena filmových kritiků                   | —                                            | Návrat idiota           |
| Cena za nejlepší filmový plakát          | Aleš Najbrt                                  | Pelíšky                 |